# Baileya multiradiata
Baileya multiradiata è una specie della famiglia delle Asteraceae nativa del nord America occidentale, diffusa nei deserti del sudovest degli Stati Uniti e del Messico settentrionale.